# Путіловський страйк 1905
Путіловський страйк (рос. путиловская стачка) — страйк робітників Путіловського заводу у Петербурзі, який переріс у загальноміський страйк. Значна подія внутрішньополітичного життя столиці Російської імперії та всієї країни на початку 1905.

## Хід подій
29 грудня 1904 (11 січня 1905 за новим стилем) робітники Путіловського заводу висунули вимогу:
- повернути на завод 4 звільнених робітників,
- розрахувати майстра, який їх звільнив.

Адміністрація відмовилася виконати ці вимоги. 2 (15) січня їй пред'явили нові вимоги:
- запровадження восьмигодинного робочого дня,
- скасування понаднормових робіт,
- встановлення мінімуму заробітної плати.

Після відмови адміністрації прийняти їх 3(16) січня розпочався страйк. 7-8 (20-21) січня виступ путіловців перетворився на загальний страйк робітників міста. За неповними даними, він охопив 456 підприємств з 113 (за іншими відомостями 150) тисячами робітників. Путіловці брали участь у складанні петиції царю та мирній маніфестації до Зимового палацу дев'ятого січня 1905. В результаті розстрілу демонстрації 45 робітників заводу загинуло, 61 — дістав тяжкі поранення. Страйк тривав, робота на заводі відновилася лише 18 (31) січня 1905.